# Permittivitás

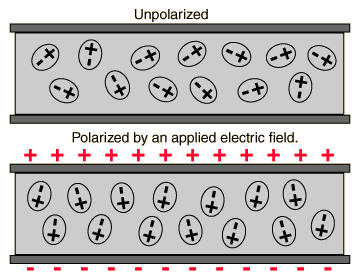
Nem polarizált részecskék egy dielektrikumban (fent), illetve a dielektrikumban lejátszódó polarizációs jelenség (lent), amikor egy elektromos tér hat a benne található részecskékre

A permittivitás, abszolút permittivitás, dielektromos állandó vagy abszolút dielektromos állandó egy, az anyagi minőségre jellemző állandó.
Az anyagban az E elektromos térerősségvektorral jellemzett külső elektromos tér hatására megindulhat a töltésmozgás, illetve az elektromos dipólusok átrendeződése. A közeg megváltozott töltéseloszlása a D elektromos eltolásvektorral jellemezhető. A kettő közötti kapcsolatot jeleníti meg a közeg jellemzőitől függő permittivitás:
{\displaystyle \mathbf {D} =\varepsilon \mathbf {E} }
aminek a jele: ε, mértékegysége a Farad/méter: F/m = As/Vm = A2·s4·kg−1·m−3
Homogén, izotróp közegben a térerősség és az eltolás közötti lineáris kapcsolatot az ε skalármennyiségként adja meg. Ha a közeg anizotróp, akkor a permittivitás másodrendű tenzor.

## A vákuum permittivitása
A vákuum permittivitása, ε0, megadja, hogy milyen a D/E arány a vákuumban, mint töltésmentes szabad térben. A vákuum permittivitása szerepel a Coulomb állandóban is, mint 1/4πε0.
Értéke a CODATA 2014-es ajánlása alapján:
{\displaystyle \varepsilon _{0}={\frac {1}{c_{0}^{2}\mu _{0}}}=8{,}854187817\cdot 10^{-12}{\frac {\text{As}}{\text{Vm}}}},
ahol c0 a fény terjedési sebessége vákuumban és µ0 a vákuum permeabilitása.

## Az elektromos szuszceptibilitás
A permittivitás összefügg az elektromos szuszceptibilitással, ami megmutatja, hogy milyen könnyen polarizálja a dielektrikumot az elektromos tér.
Az elektromos szuszceptibilitás ({\displaystyle \chi }) egy dimenzió nélküli szám. Kapcsolatuk:
{\displaystyle \varepsilon =(1+\chi )\varepsilon _{0}}

## Relatív permittivitás
Egy homogén anyag lineáris permittivitását rendszerint a vákuumhoz viszonyított, relatív értékben adják meg.
Azaz a fenti összefüggés a következőképpen is írható:
{\displaystyle \varepsilon =(1+\chi )\varepsilon _{0}=\varepsilon _{r}\varepsilon _{0}}
Eszerint tehát a relatív permittivitás egy dimenzió nélküli mennyiség, aminek az értéke nem lehet kisebb 1-nél, a vákuum szuszceptibilitása pedig zéró.
Anizotróp közegben a szuszceptibilitás és így a relatív permittivitás is egy másodrendű tenzor. Anizotróp közegek például a kettőstörést mutató kristályok.
A közegben az elektromos tér indukálta töltésmegosztás, a polarizáció jellemzésére a P indukált dielektromos polarizációs sűrűség szolgál, ennek nagyságát a térerősség és a közeg tulajdonságai, azaz a szuszceptibilitás határozzák meg:
{\displaystyle {\mathbf {P} }=\varepsilon _{0}\chi {\mathbf {E} },}
A külső tér hatására a közegben a részecskék polarizálhatóságától függően kialakuló töltéseloszlást jellemző elektromos eltolás vektor és a polarizáció sűrűség kapcsolata a Clausius–Mossotti összefüggés szerint a következő:
{\displaystyle \mathbf {D} \ =\ \varepsilon _{0}\mathbf {E} +\mathbf {P} \ =\ \varepsilon _{0}(1+\chi )\mathbf {E} \ =\ \varepsilon _{r}\varepsilon _{0}\mathbf {E} .}
Különböző közegekben az elektromágneses sugárzás terjedési sebessége, a fázissebesség különbözik, de a nagyságát a közeg relatív permittivitása ε és permeabilitása µ egyértelműen meghatározzák:
{\displaystyle c={\frac {1}{\sqrt {\varepsilon \mu }}}}

## Diszperzió és kauzalitás
A közegben a külső tér hatására bekövetkező változás, a polarizálódás nem rögtön, hanem időben késleltetve jelentkezik, másrészt a polarizáció nagysága változik az időben. Ennek a folyamatnak a jellemzésére a polarizáció változásának időbeliségét jellemző időfüggvényt a következőképpen írhatjuk fel:
{\displaystyle \mathbf {P} (t)=\varepsilon _{0}\int \limits _{-\infty }^{t}\chi (t-t')\mathbf {E} (t')\,dt'.}
Azaz a polarizáció az elektromos tér és a korábbi időpillanathoz tartozó szuszceptibilitásnak, a χ(Δt)-nak a konvolúciója. Az integrál felső határa akár a végtelenig is kiterjeszthető. Az azonnali válasz a Dirac-delta szuszceptibilitás függvénnyel írható le χ(Δt) = χδ(Δt).
A közeg válaszát egy lineáris rendszer esetén az időfüggvény helyett szokás a frekvencia függvényében, azaz a spektrummal megadni. A spektrum az időfüggvényből Fourier-transzformációval számolható. A konvolúció elmélete szerint az időtérben felírt integrál a frekvenciatérben egy egyszerű szorzattá válik:
{\displaystyle \mathbf {P} (\omega )=\varepsilon _{0}\chi (\omega )\mathbf {E} (\omega ).}
A közeg szuszceptibilitása természetesen függ a frekvenciától is, ez a diszperzió jelensége.
A tény, hogy a polarizáció az elektromos tér megelőző állapotától függ (azaz χ(Δt) = 0, ha Δt < 0), a kauzalitás következménye.

## Komplex permittivitás

A dielektromos permittivitás spektruma a frekvencia függvényében

A közeg elektromos válaszában bekövetkező időbeli eltolódást fáziskésésként is interpretálhatjuk. Mivel komplex számokkal egy mennyiség nagysága és fázisa is leírható, a permittivitást gyakran az alkalmazott tér frekvenciájának komplex függvényeként kezelik. 
{\displaystyle {\widehat {\varepsilon }}(\omega )=\varepsilon '(\omega )+i\varepsilon ''(\omega )},
ahol ε′ és ε″ a permittivitás valós és képzetes részét jelöli, i pedig az imaginárius egység, i 2 = −1.
Az ábrán a dielektromos permittivitás spektruma látható a frekvencia függvényében. Jól látható, hogy a különböző frekvenciatartományokhoz más és más folyamatok tartoznak. Ilyenek az ionizáció, a dipoláris relaxáció és a magasabb energiaszintekhez tartozó elektronátmenetek.
A frekvenciafüggő komplex permittivitást {\displaystyle {\widehat {\varepsilon }}(\omega )}-val jelölve a definíció a következő:
{\displaystyle D_{0}e^{-i\omega t}={\widehat {\varepsilon }}(\omega )E_{0}e^{-i\omega t},}
A közeg időben állandó elektromos térre adott válaszát a permittivitás alacsony frekvenciás határértéke határozza meg, ezt sztatikus permittivitásnak nevezik: εs, εDC
{\displaystyle \varepsilon _{s}=\lim _{\omega \rightarrow 0}{\widehat {\varepsilon }}(\omega ).}
A nagyfrekvenciájú terek esetén a közeg komplex permittivitása : ε∞
A plazmafrekvencián és felette a dielektrikumok ideális fémként viselkednek, a jelenségek leírásánál az elektron-gáz modellt alkalmazzák. Alacsony frekvenciájú változó tér esetén a permittivitás jó közelítéssel megegyezik a sztatikus permittivitással. Ahogy nő a frekvencia – a közeg tulajdonságaitól és a hőmérséklettől függő – mérhető fáziskülönbség (δ) lesz D és E között. Mindamellett nem túl nagy térerősségeknél D és E arányos marad:
{\displaystyle {\widehat {\varepsilon }}(\omega )=|\varepsilon |e^{i\delta }={\frac {D_{0}}{E_{0}}}\left(\cos \delta +i\sin \delta \right)}
A permittivitás valós része, ε′, a közegben tárolt energiatartalommal, a képzetes rész, ε″, a veszteségekkel kapcsolatos (pozitív érték abszorpciót, negatív érték erősítést jelent), δ a veszteségi szög.
A komplex permittivitás rendszerint az ω frekvencia bonyolult függvénye. A közegre jellemző spektrum meghatározásából sok információ nyerhető a rendszerről, mivel a permittivitás és a törésmutató kapcsolata a következő:
{\displaystyle n={\sqrt {\varepsilon _{r}\mu _{r}}}}
ahol εr az anyag relatív permittivitása és μr a relatív permeabilitása. A nemmágneses anyagoknál μr közel 1, így 
{\displaystyle n={\sqrt {\varepsilon _{r}}}}.
A komplex törésmutató valós része a fázissebességgel, a képzetes része pedig az abszorpcióval kapcsolatos mennyiség. A közegre jellemző dielektromos permittivitás frekvenciafüggvényének meghatározásával megkaphatjuk a frekvenciafüggő törésmutatót és az abszorpciós együtthatót is
A gyakorlatban tanulmányozott sokszor szűkebb frekvenciatartományokon a permittivitás jó közelítéssel vehető frekvenciafüggetlennek vagy egyszerűbb modell függvényekkel közelíthető.
Szilárd testek esetén a komplex dielektromos függvény a sávszerkezethez kapcsolódik. Egy kristályos anyag elektronszerkezetét leginkább jellemző mennyiség a fotonabszorpció valószínűsége – ahogy fentebb már láttuk, ez a dielektromos függvény képzetes részével kapcsolatos.
Az optikai dielektromos függvényt, ε(ω)-t a következő összefüggéssel adhatjuk meg: 

{\displaystyle \varepsilon (\omega )=1+{\frac {8\pi ^{2}e^{2}}{m^{2}}}\sum _{c,v}\int W_{cv}(E)\left[\varphi (\hbar \omega -E)-\varphi (\hbar \omega +E)\right]\,dx.}
Ebben a kifejezésben Wcv(E) egy szorzatot jelent: az E energiához tartozó Brillouin zóna átlagos átmeneti valószínűsége szorozva az állapotsűrűséggel.
φ az energiaszintek kiszélesedését reprezentáló függvény, ami általában Lorentz- vagy Gauss-eloszlással közelíthető. Ötvözeteknél a Gauss közelítés ad jobb eredményt.

## Anyagok osztályozása
Az anyagokat osztályozhatjuk permittivitásuk és vezetőképességük szerint is. A tökéletes vezető vezetőképessége végtelen: σ={\displaystyle \infty }; míg a tökéletes szigetelő esetén σ=0. Ez utóbbi esetben a komplex permittivitás képzetes része zérus, azaz veszteségmentes a közeg. Általában, ha σ/(ωε’) ≪ 1, alacsony veszteségű közegről beszélünk, ha σ/(ωε’) ≫ 1, akkor a közeg jó vezető. A nem elhanyagolható vezetőképesség veszteséggel jár.

## A veszteséges közeg
Veszteséges közegben, amikor a vezetési áram nem elhanyagolható, a teljes áramsűrűség:
{\displaystyle J_{\text{tot}}=J_{c}+J_{d}=\sigma E-i\omega \varepsilon 'E=-i\omega {\widehat {\varepsilon }}E}
ahol
σ a vezetőképesség
ε' a permittivitás valós része
{\displaystyle {\widehat {\varepsilon }}} a komplex permittivitás
Az eltolási áram nagysága függ az alkalmazott tér (E) frekvenciájától (ω); állandó tér esetében nincs eltolási áram.
Az ilyen közeg komplex permittivitása:
{\displaystyle {\widehat {\varepsilon }}=\varepsilon '-i{\frac {\sigma }{\omega }}}
Az elektromágneses energia abszorpcióját dielektrikumokban többféle folyamat befolyásolja. Ezek határozzák meg a permittivitás frekvencia függését:
- Egyik az állandó és indukált dipólusokkal kapcsolatos relaxáció. Alacsony frekvenciákon a tér elegendően lassan változik ahhoz, hogy a dipólusok elérjenek egy egyensúlyi állapotot, mielőtt a tér mérhetően megváltozik. Azokon a frekvenciákon, ahol a dipólusok nem tudják követni a teret a közeg viszkozitása miatt, a tér energiájának abszorbeálódása energiadisszipációhoz vezet. A dipólus relaxáció mechanizmusát dielektromos relaxációnak nevezik, és legegyszerűbb esetben a klasszikus Debye relaxáció írja le.
- Másik a forgási, vibrációs, és elektronátmenetek hatásai, amik az ezekhez tartozó rezonanciafrekvenciák közelében figyelhetők meg.

A fenti jelenségek gyakran nemlineáris hatásokat okoznak kondenzátoroknál.

## Kvantummechanikai értelmezés
A kvantummechanikában a permittivitást az atomok és molekulák egymásra hatásával magyarázzák.
Alacsony frekvenciákon az alkalmazott elektromos tér polarizálja a poláros dielektrikumok molekuláit, amely periodikus rotációt indukál. Például mikrohullámú frekvenciákon a mikrohullámú tér a vízmolekulák periodikus rotációját okozza, amely elegendő a hidrogénkötések feltöréséhez.
A tér a kötések ellen dolgozik, és az energia hőként abszorbeálódik az anyagban. Ez az oka annak, hogy a mikrohullámú sütőkben a vizet tartalmazó anyagok jól melegíthetők. A víznél az imaginárius komponensnek két maximum pontja van: az egyik a mikrohullámú frekvencián, a másik a távoli UV frekvencián. Mindkét rezonancia jelenség jóval nagyobb frekvenciákon fordul elő, mint amilyenen a mikrohullámú sütők működnek.
Olyan frekvenciákon, amiknél az energia túl nagy ahhoz, hogy rotációt okozhasson, és mégis elég alacsony, hogy abszorbeálódva elektronátmenetet okozzon, a molekuláris vibrációk gerjesztődnek. Magasabb frekvenciákon (például UV és felette) az energia tisztán az atomokban abszorbeálódik, gerjesztve az elektron energiaszinteket. Ezeken a frekvenciákon akár ionizáció is bekövetkezhet.

## Mérés
Az anyagok dielektromos állandóját a dielektromos spektroszkópia módszereivel széles frekvenciatartományon lehet megmérni. Akár 10−6 és 1015 Hz között is.
Chen és társai különböző mikrohullámú mérési technikát közölnek.
• Alacsonyfrekvenciájú időtartományú mérés (10−6–103 Hz)
• Alacsonyfrekvenciás frekvenciatartományú mérés (10−5–106 Hz)
• Reflektív koaxiális módszer (106–1010 Hz)
• Átviteli koaxiális módszer (108–1011 Hz)
• Kvázi-optikai módszer (109–1010 Hz)
• Terahertzes időtérbeli spektroszkópia (1011–1013 Hz)
• Fourier-transzformációs módszer (1011–1015 Hz)
Infravörös és optikai frekvenciákon elterjedten alkalmazott eljárás az ellipszometria. Nagyon vékony filmrétegek komplex törésmutatójának mérésére az optikai frekvenciákon duális polarizációs interferometriát is alkalmaznak.

## Kapcsolódó irodalom
- Theory of Electric Polarization: Dielectric Polarization, C.J.F. Böttcher, ISBN 0-444-41579-3
- Dielectrics and Waves edited by A. von Hippel, Arthur R., ISBN 0-89006-803-8
- Dielectric Materials and Applications edited by Arthur von Hippel, ISBN 0-89006-805-4

## Fordítás
- Ez a szócikk részben vagy egészben  a   permittivity című angol Wikipédia-szócikk ezen változatának fordításán alapul.  Az eredeti cikk szerkesztőit annak laptörténete sorolja fel. Ez a jelzés csupán a megfogalmazás eredetét és a szerzői jogokat jelzi, nem szolgál a cikkben szereplő információk forrásmegjelöléseként.
- Ez a szócikk részben vagy egészben  a   Density_functional_theory című angol Wikipédia-szócikk fordításán alapul.  Az eredeti cikk szerkesztőit annak laptörténete sorolja fel. Ez a jelzés csupán a megfogalmazás eredetét és a szerzői jogokat jelzi, nem szolgál a cikkben szereplő információk forrásmegjelöléseként.
- Ez a szócikk részben vagy egészben  a   Green-Kubo_relations című angol Wikipédia-szócikk fordításán alapul.  Az eredeti cikk szerkesztőit annak laptörténete sorolja fel. Ez a jelzés csupán a megfogalmazás eredetét és a szerzői jogokat jelzi, nem szolgál a cikkben szereplő információk forrásmegjelöléseként.
- Ez a szócikk részben vagy egészben  a   Green%27s_function_(many-body_theory) című angol Wikipédia-szócikk fordításán alapul.  Az eredeti cikk szerkesztőit annak laptörténete sorolja fel. Ez a jelzés csupán a megfogalmazás eredetét és a szerzői jogokat jelzi, nem szolgál a cikkben szereplő információk forrásmegjelöléseként.
- Ez a szócikk részben vagy egészben  a   Linear_response_function című angol Wikipédia-szócikk fordításán alapul.  Az eredeti cikk szerkesztőit annak laptörténete sorolja fel. Ez a jelzés csupán a megfogalmazás eredetét és a szerzői jogokat jelzi, nem szolgál a cikkben szereplő információk forrásmegjelöléseként.
- Ez a szócikk részben vagy egészben  a   Rotational_Brownian_motion című angol Wikipédia-szócikk fordításán alapul.  Az eredeti cikk szerkesztőit annak laptörténete sorolja fel. Ez a jelzés csupán a megfogalmazás eredetét és a szerzői jogokat jelzi, nem szolgál a cikkben szereplő információk forrásmegjelöléseként.